# トゥルース・オア・コンシクエンシーズ (ニューメキシコ州)
トゥルース・オア・コンシクエンシーズ（Truth or Consequences）は、アメリカ合衆国ニューメキシコ州南部に位置する都市。シエラ郡の郡庁所在地である。人口は7,289人（2000年国勢調査）。その珍しい市名と鉱泉で知られ、リタイア層が多く住む保養都市となっている。ニューメキシコ州内ではT or Cという略称で呼ばれている。

## 市名の由来
もとの市名はホットスプリングス（Hot Springs）といった。1950年、ラジオの人気番組であった「トゥルース・オア・コンシクエンシーズ」の司会者、ラルフ・エドワーズが「この放送のあとに地名を『トゥルース・オア・コンシクエンシーズ』に改名した町で番組の放送を行なう」と公言した。全米から立候補が集まり、その中からホットスプリングスが選ばれ、市名をトゥルース・オア・コンシクエンシーズと改めた。
番組は1978年に放送終了となったが、初代司会者であったエドワーズは1950年から50年間にわたり毎年5月第1週にトゥルース・オア・コンシクエンシーズを訪れ、市の祭りであるフィエスタ（Fiesta）に出席した。フィエスタではビューティー・コンテスト、パレード、ステージ・ショーなどが執り行われる。

## 地理と都市概観
トゥルース・オア・コンシクエンシーズは、ニューメキシコ州南部、北緯33度8分1秒 西経107度15分10秒 / 北緯33.13361度 西経107.25278度（33.133614, -107.252897）に位置している。アルバカーキの南約240km、エルパソの北北西約190kmに位置する。標高は1,293m（4,242フィート）である。
アメリカ合衆国統計局によると、トゥルース・オア・コンシクエンシーズは総面積33.1km²（12.8mi²）である。そのうち32.8km²（12.6mi²）が陸地で0.3km²（0.1mi²）が水域である。総面積の0.86%が水域となっている。
トゥルース・オア・コンシクエンシーズは1年を通じて乾燥している。夏季に雷雨により月30-50mm程度の降雨があるが、あとはほとんど雨の降らない日が続く。年間降水量は150-200mm程度である。また湿度が低いため、気温の日較差が大きい。夏の最高気温は摂氏30度を超えるが、夕方になると摂氏20度前後まで下がって涼しくなる。冬でも日中は摂氏10度を超え、温暖である。夜には氷点下になるが、州都サンタフェなど州北部と比べると冷え込みは厳しくなく、降雪も少ない。ケッペンの気候区分ではBW（砂漠気候）に属する。
市街地は州間高速道路25号線から少し外れており、2ヶ所のランプウェイを起点として三日月状に広がっている。市内をリオグランデ川が流れている。上流約6kmにはエレファント・ビュッテ湖（Elephant Butte Reservoir）という人造湖があり、トゥルース・オア・コンシクエンシーズをはじめ近隣の飲料水源・農業用水源となっている。
もとの市名であるHot Springsが示すようにトゥルース・オア・コンシクエンシーズは鉱泉で知られている。ゴルフ・ハイキング・釣りなどレジャーの拠点としても人気が高い。またエレファント・ビュッテ湖の周囲は州立公園になっており、これもトゥルース・オア・コンシクエンシーズの名所のひとつになっている。このような環境に加え、1年を通じて温暖で湿度が低く、過度に都市化や観光化が進んでおらず、住宅価格も比較的安い（中央値約75,000米ドル）ため、トゥルース・オア・コンシクエンシーズはリタイア層が多く住む都市となっており、65歳以上の老人が市の人口の約3割を占める。

## 交通
ロッキー山脈東麓を南北に走る州間高速道路25号線がトゥルース・オア・コンシクエンシーズの北西部を通っている。北へはアルバカーキまで所要約2時間10分、サンタフェまで所要約3時間10分である。南へは州間高速道路10号線と合流するラスクルーセスまで所要約1時間10分、エルパソまで所要約1時間50分である。
グレイハウンドと提携しているTNM&O社のバスがアルバカーキとエルパソを結んでおり、そのうちアルバカーキ方面、エルパソ方面1日各1便ずつがトゥルース・オア・コンシクエンシーズに停車する。アムトラックの駅はなく、アルバカーキやエルパソの駅を利用することになる。また航空機の便もなく、アルバカーキ国際空港やエルパソ国際空港がトゥルース・オア・コンシクエンシーズの玄関口となる。

## 人口動勢
以下は2000年国勢調査における人口統計データである。
| 基礎データ - 人口: 7,289人 - 世帯数: 3,450世帯 - 家族数: 1,859家族 - 人口密度: 222.5人/km²（576.0人/mi²） - 住居数: 4,445軒 - 住居密度: 135.7軒/km²（351.3軒/mi²） 人種別人口構成 - 白人: 85.35% - アフリカン・アメリカン: 0.63% - ネイティブ・アメリカン: 1.77% - アジア人: 0.16% - 太平洋諸島系: 0.05% - その他の人種: 9.36% - 混血: 2.68% - ヒスパニック・ラテン系: 27.36% 年齢別人口構成 - 18歳未満: 20.2% - 18-24歳: 5.7% - 25-44歳: 20.1% - 45-64歳: 24.6% - 65歳以上: 29.3% - 年齢の中央値: 48歳 - 性比（女性100人あたり男性の人口） - 総人口: 96.8人 - 18歳以上: 92.4人 | 世帯と家族（対世帯数） - 18歳未満の子供がいる: 20.2% - 結婚・同居している夫婦: 40.5% - 未婚・離婚・死別女性が世帯主: 10.3% - 非家族世帯: 46.1% - 単身世帯: 41.2% - 65歳以上の老人1人暮らし: 22.1% - 平均構成人数 - 世帯: 2.04人 - 家族: 2.75人 収入と家計 - 収入の中央値 - 世帯: 20,986米ドル - 家族: 28,750米ドル - 性別 - 男性: 23,214米ドル - 女性: 18,207米ドル - 人口1人あたり収入: 14,415米ドル - 貧困線以下 - 対人口: 23.2% - 対家族数: 15.6% - 18歳未満: 33.3% - 65歳以上: 18.1% |